# Kommundirektör
En kommundirektör är högsta tjänsteman i en kommun i Finland och leder kommunens förvaltning, ekonomi samt kommunens övriga verksamhet. Kommunen kan välja att istället ha en förtroendevald borgmästare, som har samma uppgifter men också är ordförande för kommunstyrelsen. Kommundirektören i städer kallas stadsdirektör.
Kommundirektören eller borgmästaren väljs av kommunfullmäktige, antingen tills vidare eller för viss tid, borgmästaren alltid för högst fullmäktiges mandatperiod. Kommundirektören är underställd kommunstyrelsen. 
Vid sidan av borgmästaren kan en kommun ha biträdande borgmästare.